# Ciceritol
Ciceritol es un ciclitol. Es un pinitol digalactósido que puede ser aislado de semillas de garbanzos, lentejas y lupino blanco.